# トルダの勅令

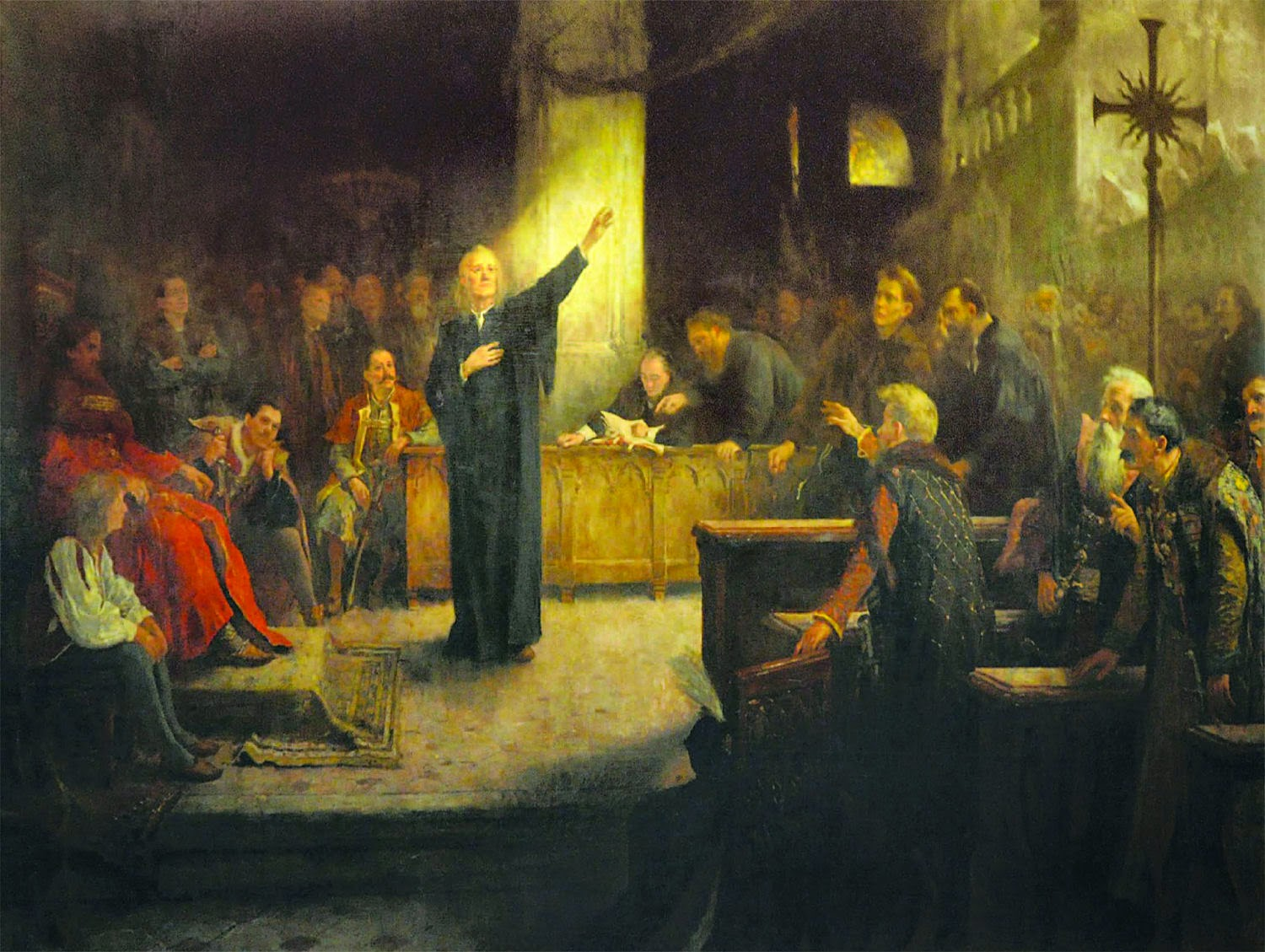
トルダの勅令（Aladár Körösfői-Kriesch画） ヤーノシュ2世（左）の前でダーヴィド・フェレンツ（中央）が演説している。

トルダの勅令もしくはトゥルダの勅令 (ハンガリー語: tordai ediktum、ルーマニア語: Edictul de la Turda) は、東ハンガリー王国のヤーノシュ2世が発した、信教の自由を認める勅令。三国民同盟（ハンガリー人貴族、ザクセン人、セーケイ人）が宮廷の反三位一体派（ユニテリアン）の説教師ダーヴィド・フェレンツの進言を容れる形で、1568年1月28日にトルダ（現ルーマニア・トゥルダ）で発布された。個々人の信教の自由までは認めていないものの、宗教改革と反宗教改革が吹き荒れるヨーロッパにおいてカトリック、プロテスタント、さらにはユニテリアンまでもその存在を認める、当時としては極めて革新的な宗教寛容政策だった。

## 概要

宗教改革期の各プロテスタント宗派の伝播域。東ハンガリー王国が支配したトランシルヴァニアでは改革初期にフス派の影響を受け、後にルター派（青）、カルヴァン派（水色）、ユニテリアン（黄色）が勢力を伸ばした。旧来のカトリックや東方正教会の勢力も残存しており、さらに王国はイスラーム王朝であるオスマン帝国の政治的影響下にあった。

中世ハンガリー南部・東部では、数世紀にわたりカトリック教会と東方正教会が共存していた。しかしカトリック教会はカトリック内から発生した異端には不寛容で、1523年にハンガリー議会がルター派を迫害する法律を制定し、1430年代には国内のフス派を追放した。しかし1526年のモハーチの戦いでラヨシュ2世が敗死しハンガリーが内戦状態に陥って以降、プロテスタント迫害の法は意味をなさなくなっていった。1541年にオスマン帝国が旧ハンガリー王国の中部を併合し、残りのうちハプスブルク家の支配域を除く東部を半属国の東ハンガリー王国に任せた。東ハンガリー王国は新生児のヤーノシュ2世を「ハンガリー王」とし、その母イザベラ・ヤギェロンカが摂政として政権を握っていた。この1540年代前半に、東ハンガリー議会は、三国民（マジャール人、ザクセン人、セーケイ人）の権利を次々と承認していった。ルター派の多いザクセン人は、宗教問題は国内問題であると主張し、1544年から1545年にかけて入植してきた人々の中でのルター派導入を認めるよう要求した。1557年、議会はカトリックとルター派の信仰の併存を認めた。
1559年にイザベラ・ヤギェロンカが死去したことで親政を開始したヤーノシュ2世は、プロテスタント内の諸宗派間で繰り広げられていた神学的な論争に関心を持っていた。彼自身、1562年にカトリックからルター派へ、さらに1564年にはカルヴァン派へ改宗している。それにとどまらず、1567年には医師として宮廷に入っていたジョルジオ・ブランドラタとダーヴィド・フェレンツに説得されて、ヨーロッパのほとんどのキリスト教の根幹を成す三位一体概念の是非を議論することまで認めている。
こうした流れの集大成として発されたトルダの勅令は、「信仰は神の贈り物である」として、宗教を理由に個人を攻撃することを禁じるというものであった。実際に存在を公認されたのはカトリック、ルター派、カルヴァン派、反三位一体派の4派のみで、その他の改革派はヤーノシュ2世の次代バートリ・イシュトヴァーンの時代に禁止された。とはいえ、トルダの勅令で規定された宗教的寛容は、近世ヨーロッパにおいて東ハンガリー王国とその後継国トランシルヴァニア公国を際立たせる特徴となった。

## 背景

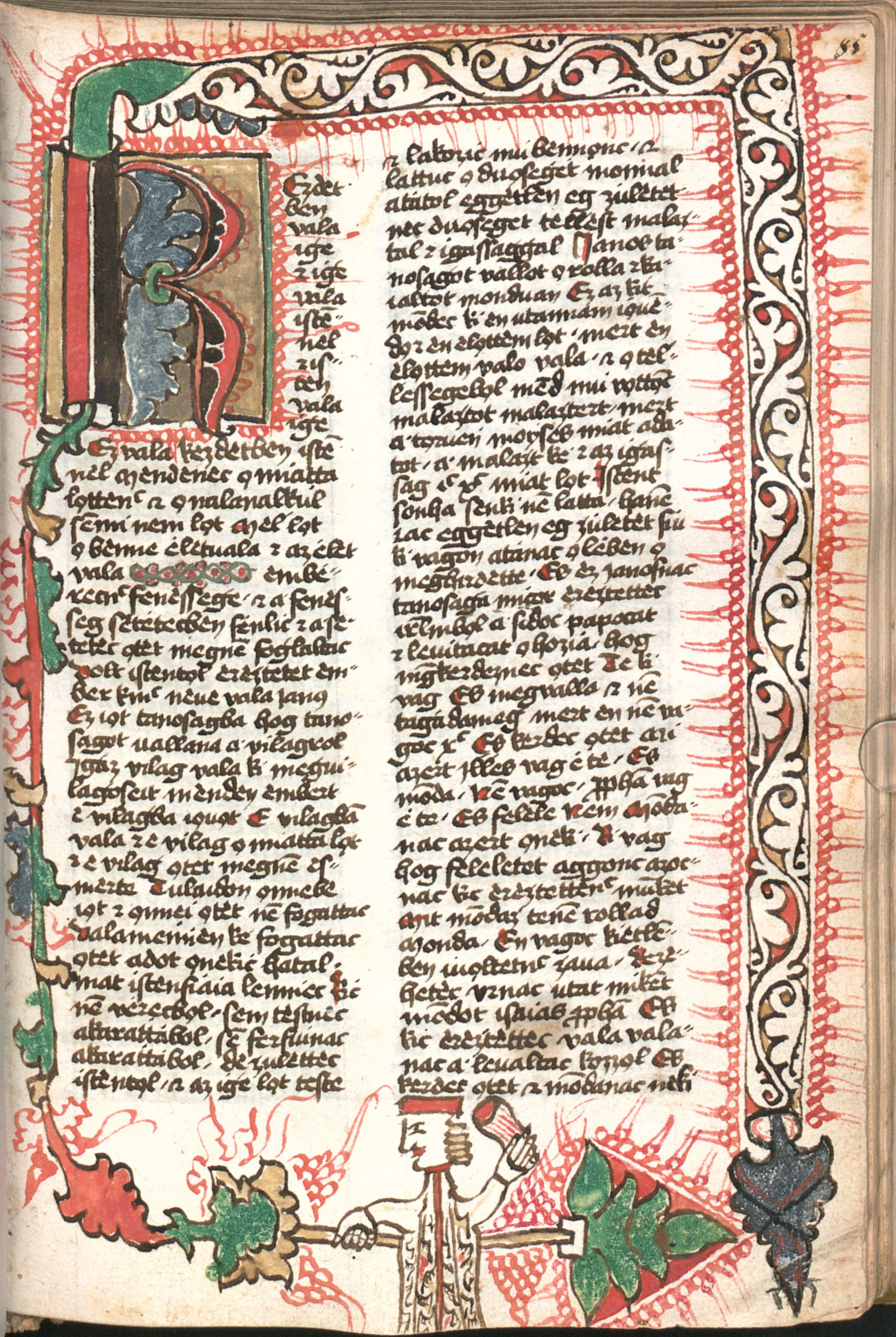
フス派聖書・ミュンヘン写本の1ページ目

中世末期のハンガリー王国において、カトリック教会は深刻な危機に直面していた。14世紀後半には、各地の小都市でカトリックこそ異端であるという主張が主流となっていった。 また1430年代には、プラハ・カレル大学に留学した若い市民たちが帰国後にフス派の教えを広めた。1430年代前半には2人のフス派説教師がハンガリーでフス派聖書を完成させている。教皇エウゲニウス4世は1436年にフランシスコ会士ジャコモ・デッラ・マルカをハンガリーのフス派掃討にあたらせた。弾圧から生き残ったフス派は、1439年にモルダヴィア公国へ逃れた。
1520年代前半、上ハンガリー（ほぼ現在のスロヴァキアにあたる）のドイツ人市民たちがマルティン・ルターの最初の信奉者になった。またハンガリー王ラヨシュ2世の妃で神聖ローマ皇帝カール5世の妹であるマリア・フォン・エスターライヒのもとでは、数十人の廷臣が宗教改革に賛同していた。しかし、オスマン帝国との戦いのために教皇や皇帝の支援を求めていたハンガリー貴族層はカトリックにとどまり、ルター派に敵対し続けた。1523年4月24日、ハンガリー王国議会は、王国全土にルター派の迫害と処刑を命じる法令を可決した。
そして偉大なる陛下は、カトリックの王侯として、すべてのルター派とその徒党、そしてこのセクトの信者を、公然たる異端として、最も神聖な処女マリアの敵として、恐れ多くも死刑をもって罰し、すべての財産を没収なさるであろう。—Article 48 (54):1523
1526年、オスマン帝国のスレイマン1世は、モハーチの戦いでハンガリー軍を壊滅させた。ラヨシュ2世は敗走中に川で溺死した。大多数のハンガリー貴族は新しいハンガリー王にサポヤイ・ヤーノシュ（ヤーノシュ1世）を選出したが、ラヨシュ2世の義兄弟だったハプスブルク家のオーストリア大公フェルディナント1世もハンガリー王位を要求し、ハンガリーは20年近い内乱に陥った。
1538年、フェルディナント1世とヤーノシュ1世はナジヴァーラド条約を結び、互いの勢力圏における支配権を認めたうえで、一方が死去した際にはもう一方の元で再統一されることで合意した。しかし1539年にイザベラ・ヤギェロンカと結婚したヤーノシュ1世のもとに、1540年にヤーノシュ・ジグモンドが誕生した。2週間後にヤーノシュ1世は死去したが、彼の支持者は新生児のヤーノシュ・ジグモンドをヤーノシュ2世として従うことを誓った。
こうしてハンガリーの内乱が再発すると、オスマン帝国のスレイマン1世は1541年にハンガリーへ侵攻し、ハンガリー中部の広い領域を併合するとともに、ティサ川以東の領域をヤーノシュ2世の治めるオスマン帝国の属国とした。東ハンガリーの人々はこの東ハンガリー王国を受け入れ、ヤーノシュ2世と摂政イザベラに忠誠を誓った。

## 宗教的寛容の形成
ハンガリー王国、特にその東部は、カトリック教会圏と東方正教会圏の境界地帯であった。14世紀ごろにカトリックの王家が正教徒を差別することはあったものの、両教会は大きな衝突なく共生していた。南部や北東部の正教の領主は多くの正教の修道院を建てた。トランシルヴァニアでは、14世紀後半から正教の聖職者が居住する修道院の存在が知られている。 

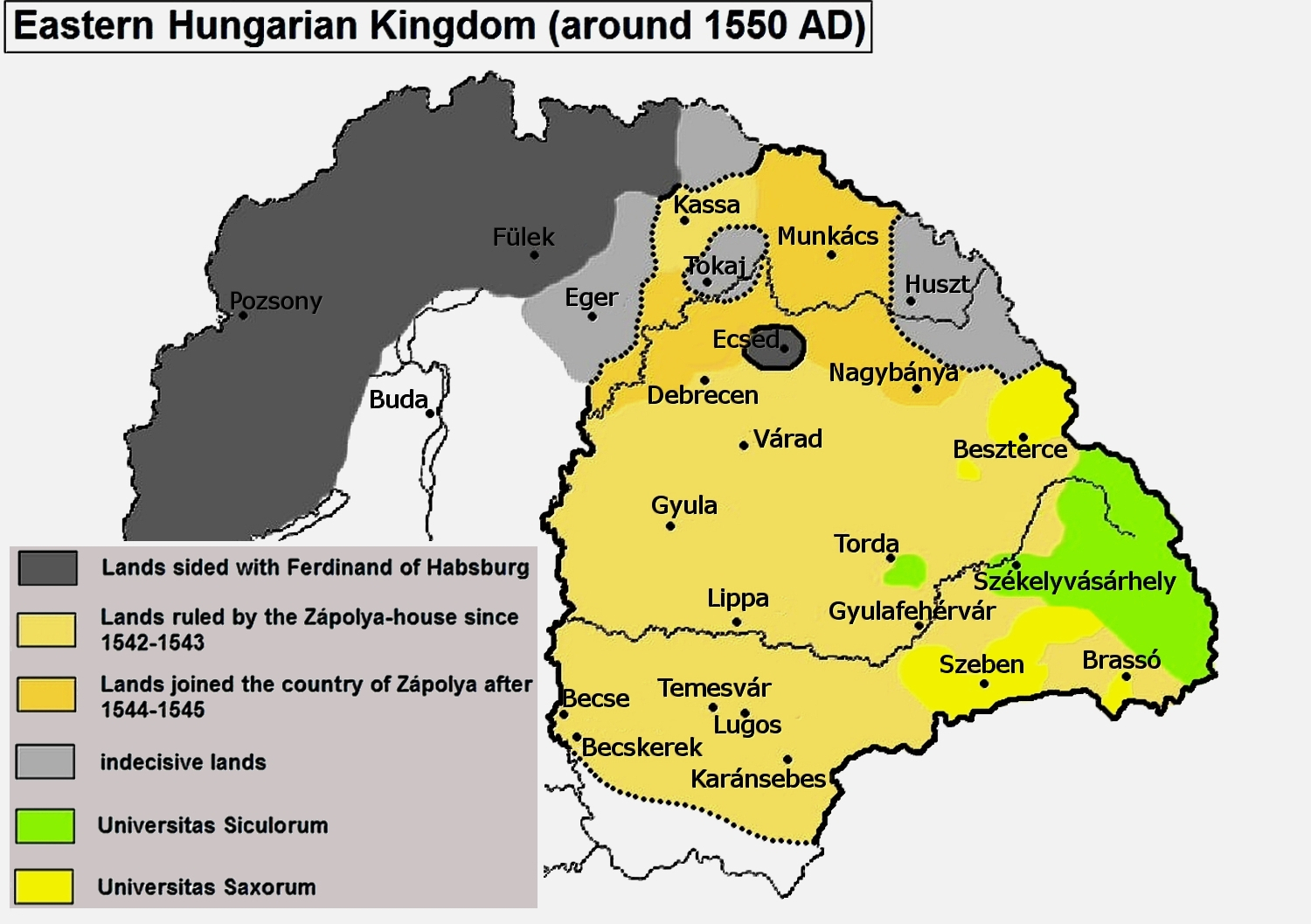
東ハンガリー王国（1550年ごろ、茶）

モハーチの戦い以来の混乱のために、ハンガリーではルター派など新教徒の弾圧が困難だった。むしろモハーチの戦いでのオスマン帝国の勝利が「神の怒り」と受け取られ、宗教改革が支持され浸透する状況ができていた。ヤーノシュ1世は1529年にオスマン帝国と同盟したことで教皇に破門され、以降ルター派の弾圧に消極的になっていた。彼は1538年にシェースブルク（現ルーマニア・シギショアラ）でカトリック聖職者とルター派説教師の公開討論会を開催している。
1541年から1545年にかけて東ハンガリー王国の議会は、1437年のナジ・アンタルのトランシルヴァニア農民反乱の際に三国民（ハンガリー人貴族、トランシルヴァニア・ザクセン人、セーケイ人）が合意した三国民同盟の基本法を再確認した。これは、各「国民」が内部問題を個々の議会で独自に解決できるとするものだった。ザクセン人議会は宗教問題を外からの干渉を受けない内部問題であると考え、1544年から1545年にかけて領域内の都市や村に宗教改革を積極的に広め始めた。1540年代から、ルター派は貴族層にも浸透し始めた。1545年、ヴァーラド（現ルーマニア・オラデア）出身の29人のハンガリー人説教師が、エルデード（現ルーマニア・アルドゥド）でアウクスブルク信仰告白に類似した信条宣言を行った。
東ハンガリー王国を保護するオスマン帝国はイスラーム教国であるが、人頭税（ジズヤ）を支払えばキリスト教徒でもユダヤ教徒でも生活することを許されていた。1548年、ブディン（ブダ）を統括するパシャが「すべての住民が危険にさらされることなく神の言葉を聞けるべきである」として、トルナのカトリック教会に対しルター派の迫害を禁じた。歴史家のスーザン・J・リッチーは、この命令がトルダの勅令に影響を与えた可能性があるとしている。ただし、勅令の作成者たちがパシャの命令を知っていたという明確な証拠は見つかっていない。 オスマン帝国の宗教面での寛容政策により、帝国内には多様な宗教共同体が併存し、これがまたオスマン帝国による多文化統治を支える大きな要因となっていた。
1550年ごろ、スイスからカルヴァン派の思想が流入してきた。ルター派のハンガリー人小貴族からはカルヴァン派への改宗者が続出し、1553年にはコロジュヴァール（現クルジュ＝ナポカ）がカルヴァン派へ改宗した。
1551年、フェルディナント1世が東ハンガリー王国を一時的に制圧し、イザベラとヤーノシュ2世は王国を追われた。この年、デブレツェン市のルター派の市議会議員たちが、聖餐におけるキリストの出現を否定したとして、市の牧師マールトン・カールマーンチェヒを糾弾した。この牧師は市から追い出されたが、裕福な貴族ペトロヴィチ・ペーテルに匿われた。
その後フェルディナント1世に東ハンガリーを防衛する力が無いことが判明してきたため、東ハンガリー議会は1556年にイザベラとヤーノシュ2世を呼び戻した。 この時フェルディナント1世と戦うなど大きな功を立てたペトロヴィチ・ペーテルは、ルター派とカルヴァン派の聖職者の間での討論会を開催した。1557年、議会は東ハンガリーにおける宗教寛容成文法の端緒となる布告を出した。これは独立したルター派の存在を認知し、カトリックとルター派が暴力的な行動をとらないよう促すものだった。
我らとその高貴なる子らが、領土の諸身分の熱心な請願への返答として、礼拝の慣習において新しきも古きも含んだ己の望むあらゆる信仰を保つことを許すと定めたがゆえに、我らは信仰の問題を彼らの分別に委ねたのである、それが（諸身分を）満足させるであろうから。この点において、ただし、何人に対しても一切の不正が行われることは無いであろう。—Decree of the Diet of 1557
同年、ヴァーラドのハンガリー人カルヴァン派聖職者たちが、厳格な聖餐方式を確認した。ルター派は彼らを「サクラメンタリアン」と呼んだ。しかしこのサクラメンタリアンは、1558年の議会で非合法化された。

## ヤーノシュ2世とダーヴィドとブランドラタ

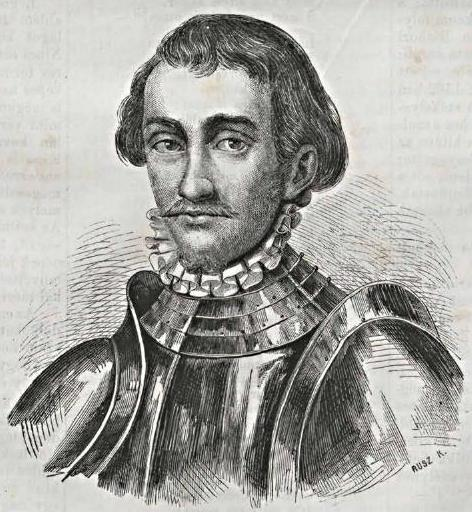
ヤーノシュ2世

1559年11月15日、摂政イザベラ・ヤギェロンカが死去し、ヤーノシュ2世は親政を開始した。彼はカトリック教徒として育てられたが、宗教改革期の神学的問題に関心を寄せていた。1560年1月と1661年2月には、メディアシュでルター派とカルヴァン派の代表による討論会を行わせている。 ルター派の宰相チャーキ・ミハーイの説得により、ヤーノシュ2世は2派にそれぞれの主張の要約を文書で提出するよう命じた。この文書は神聖ローマ帝国のルター派の中心地だったヴィッテンベルクやライプツィヒなど4つの都市に送られた。1562年前半にこのドイツの四都市の学会から返答が送られてくると、東ハンガリーのルター派は同年のうちに宗教会議を開き、この返答の内容を取り入れた。間もなく、ヤーノシュ2世はカトリックからルター派に改宗した。
ここでコロジュヴァール出身の聖職者ダーヴィド・フェレンツが登場し、東ハンガリーにおける新教の発展に大きな影響を与えることになる。彼の経歴から、その並外れた宗教的柔軟性が見て取れる。1510年にザクセン系の家に生まれたダーヴィドは、ヴィッテンベルクでマルティン・ルターやフィリップ・メランヒトンから直接宗教改革の教えを受け、トランシルヴァニアに帰ってからは熱心にルター派宗教改革を推し進めた。1557年、ダーヴィドはハンガリーのルター派教会の責任者となった。彼はルター派とカルヴァン派の和解を試みたが、聖餐に関する両者の間の溝は埋めがたかった。ダーヴィドは、聖餐の場ではパンにもワインにも奇跡は起きないとするカルヴァン派に惹かれていった。一方で彼はデジデリウス・エラスムスやミシェル・セルヴェらの業績を研究する中で、教義や自らの信念を発展させる批判的思考と宗教選択の自由という思想を身に着けた。
エラスムスは16世紀前半に、一般人にも聖書を読むように促している。1516年に彼がギリシア語新約聖書を出版した際、彼はヨハネの手紙一第五章を無視している。この文章は三位一体の根拠であるとみなされ続けてきた。セルヴェは ヨセフ・キムヒらユダヤ教神学者の反三位一体論を読み、三位一体論がユダヤ教やイスラーム教と異なる（欧州）キリスト教の主要部分であると結論付けた。反三位一体論を主張したためセルヴェは故国スペインを追われ、1553年にジュネーヴでカルヴァン派により火刑に処された。
イタリア人のジョルジオ・ブランドラタがトランシルヴァニアの宗教改革史に登場するのは、1563年に彼が宮廷医師に任じられてからである。セルヴェの影響を受け、ブランドラタは1550年代からイエス・キリストの神性に疑問を抱くようになり、ジャン・カルヴァンから「怪物」と評された。1556年に己の思想のためにイタリアを追われ、移り住んだジュネーヴでも居心地が悪くなったブランドラタは、1558年にポーランドに活動の場を移して反三位一体派をカルヴァン派から独立させることに成功した。折しも東ハンガリー王ヤーノシュ2世がポーランドで亡命生活を送っていた頃であり、ここで反三位一体派の思想に触れたヤーノシュ2世は、帰国後の1563年にブランドラタを宮廷医師として招いた。
1564年の宗教会議で、ダーヴィドは新設されたカルヴァン派のトランシルヴァニア改革派教会の責任者となった。この時、ダーヴィドとすでにヤーノシュ2世のお気に入りになっていたブランドラタは初めて出会った。同年、ヤーノシュ2世はルター派からカルヴァン派に再改宗し、ダーヴィドを宮廷説教師に任じた。。ダーヴィドの人事には、ブランドラタが影響力を発揮していた。議会も独立したカルヴァン派教会の存在を認可した。1566年、議会はカルヴァン派牧師スンジェオルジウのゲオルゲをルーマニア人の教会の長とした。またカルヴァン派に改宗しようとしない東方正教の聖職者の追放を命じる布告も出したが、これは実行されなかった。
1565年、ダーヴィドはブランドラタの影響で反三位一体神学に転向した。デブレツェンのカルヴァン派聖職者ペーテル・メリウス・ユハースはダーヴィドを厳しく非難したが、コロジュヴァールの有力な市民たちのほとんどはダーヴィドの支持者であり続けた。むしろ彼らは、ダーヴィドの説にそぐわない説教を禁ずるようになった。1566年、ヤーノシュ2世は宗教的争点を明らかにするべく、ジュラフェヘールヴァール（現アルバ・ユリア）で全国民の討論会を主催した。ダーヴィドも宮廷説教師として反三位一体派を率いて参加したが、この時は結論に至らなかった。
ヤーノシュ2世は当初はメリウス・ユハースを支持していたが、宮廷内の反三位一体派がヤーノシュ2世に強い働きかけを行った。ヤーノシュ2世は、1567年初頭にブランドラタとダーヴィドが宗教会議を開くことを黙認した。この宗教会議は父なる神を単一の存在とする反三位一体信条を採択した。 ダーヴィドの兄弟の舅にあたるヘルタイ・ガーシュパールやカーロイ・ペーテル、その他多くのルター派・カルヴァン派聖職者がコロジュヴァールを去ったが、それ以上の数のハンガリー貴族はダーヴィドの主張を自発的に受け入れた。メリウス・ユハースは自らデブレツェンで宗教会議を開き、三位一体論を採択した。彼の支持者たちは、ダーヴィドを異端の罪で石打ち刑に処すべきだと主張した。

## トルダの勅令
1567年と1568年に、ダーヴィドは自らの主張をまとめた本をラテン語とハンガリー語で出版した。「アンチキリストが真の神の知恵を曇らせたことについての短い解説」と題した彼のハンガリー語での最初の著作は、神の王国を実現させるために三位一体論を追放することを主張している。またダーヴィドは、従来のキリスト教が、救済を受けるには位格などの複雑な教義を理解しなければならないと説いていることについて、それでは農民は誰一人として救済され得ないと批判している。宗教的自由を守るため、彼は使徒言行録内の、ガマリエルが捕らえられた使徒に与えた助言を引用した。ガマリエルは、使徒たちの行いが「人間の生み出した」ものであれば罰するまでもなく失敗するだろうし、「神の」ものであれば言うまでもなく判事などには覆し得ぬものだから、どちらにせよ使徒は刑を科さず釈放するべきだと述べたとされる。またダーヴィドは、イエスは麦畑の中の毒麦を収穫時になって初めて刈り取って焼き捨てるという「毒麦のたとえ」も利用した。
1567年末までに、ブランドラタとダーヴィドはヤーノシュ2世に反三位一体神学を認めさせることに成功した。1568年1月6日、ヤーノシュ2世はトルダ（現ルーマニア・トゥルダ）で議会を招集した。ここで発された新たな「トルダの勅令」は、国内で反三位一体派も三位一体派も自由に教え広めて良いというものだった。勅令の内容には、エフェソの信徒への手紙2:8の「信仰は（中略）神の賜物である」という一文や、ローマの信徒への手紙10:17の「したがって、信仰は聞くことによるのであり、聞くことはキリストの言葉から来るのである」という一文が引用されている。トルダの勅令は、人々に宗教上の理由で攻撃しあうことを禁じた。
我らの主、国王陛下、陛下がその王国（議会）と共に、前回の議会で、宗教に関する事項を法律で制定したように、この議会においても、同じように次のことを再び確認する。説教者はあらゆる場所で、福音書をその理解するところに従って説教し説明することが許される。聖会がそれを好ましいと思うなら、問題はないであろう。もしそれが好ましくないなら、人々の霊魂が満足していないのだろうから、その人々を強制してはならない。しかしその人々が正しいと認める説教師を持つことは認めらるべきである。それ故に、監督官や他の人々も、説教師を虐待してはならないし、その人の宗教のゆえに、以前の法律のままにののしることも許されない。いかなる人もその教説のゆえに投獄されたり、その地位から追われたりしてはならない。なぜなら信仰は神の賜物であり、それは聞くことから始まり、聞くことも神の言葉によるのである。—トルダの勅令
トルダの勅令は個人の信教の自由は認めていなかった。その代わりに、各地域社会はどの宗派の牧師を自分たちが擁するか自由に決めて良いという内容が強調され、自らの信仰を他宗派から否定されずに守ることを許された。勅令による解放が及ぶ範囲はカトリック、プロテスタント、反三位一体派に限られ、ルーマニア正教やユダヤ教、イスラーム教は対象外だった。とはいえ、トルダの勅令が示した宗教的寛容は、16世紀のヨーロッパにおいては傑出した業績である。キリスト教の諸派の併存を公式に明文化したのはヨーロッパの国家で初めてである。これまでにダーヴィドとメリウス・ユハースの間で繰り広げられてきた反三位一体派と三位一体派の一連の討論の結果が、この勅令に凝縮されている。ヤーノシュ2世自身は反三位一体派に傾倒していたが、これを国教としたり他の宗派の排撃に転じたりすることはなかった。

## その後

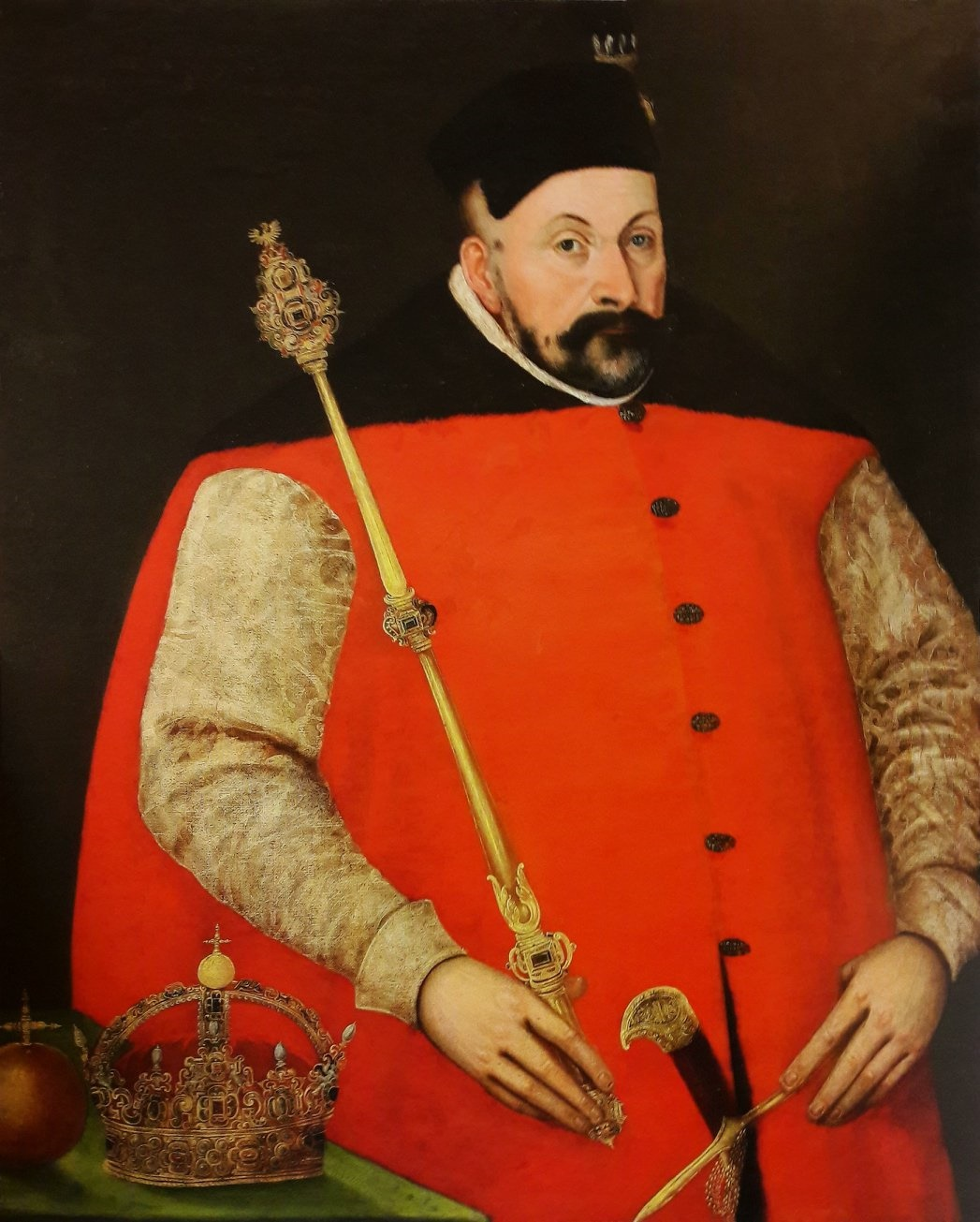
バートリ・イシュトヴァーン

1568年の勅令布告後、ジュラフェヘールヴァールで2回目の大討論会が召集された。今回はダーヴィドが勝利をおさめ、ユニテリアニズムを一般的信仰として確立した。1569年、ナジヴァーラドで行われた3回目の宗教討論会は、ダーヴィド率いる反三位一体派に最終勝利をもたらした決定的な討論となったと評価されている。10月25日、ヤーノシュ2世は彼の王国において各宗教が自由に議論されることを認める勅令を出した。ヤーノシュ2世は1571年3月14日に死去した。なお死の前年に彼はシュパイアー条約でハンガリー王位を放棄し、代わりにトランシルヴァニア公を名乗るようになった。この年、反三位一体派は約500の集会を持ち、その普及度は頂点に達した。議会は新トランシルヴァニア公にカトリック教徒の大貴族バートリ・イシュトヴァーン(ステファン・バートリ)を選出した。バートリ・イシュトヴァーンはユニテリアンの活動自体は認めたものの、彼らの宣教運動を禁止した。さらにバートリ・イシュトヴァーンは他宗教への攻撃を禁止するトルダの勅令を無視して、ザクセン人にカルヴァン派やユニテリアンを迫害するよう促したが、ザクセン人は従わなかった。
またバートリ・イシュトヴァーンは、トランシルヴァニア領内のルーマニア人に宗教改革が伝搬するのを阻止しようとした。彼はモルダヴィアの正教僧のエフティミエなる人物をルーマニア人の主教としたが、カルヴァン派の浸透阻止に効果はなかった。トランシルヴァニア議会はバートリ・イシュトヴァーンにトルダの勅令を尊重するよう求めたが、バートリ・イシュトヴァーンはセルビア総主教がエフティミエを主教に任命するのに同意を与えてしまった。1572年5月、宗教革新を禁ずる新たな法令が議会を通過した。この法令は公に教会間の争いにおける違法行為調査開始権を与え、介入を許すものだった。
ダーヴィドはさらに自身の信条の改革を進めていったが、これがブランドラタとの対立を引き起こした。1579年、ダーヴィドは幼児洗礼やキリスト崇拝を拒否したことでトランシルヴァニア公バートリ・クリシュトーフに告訴されて投獄され、同年11月15日に獄死した。こうした逆行的な事件にもかかわらず、トランシルヴァニア公国には宗教的に寛容な風土が残った。1588年に議会は、領主が自身の信仰を農奴に強制することはできないとする法を制定している。ローマ・カトリック、ルーテル教会、カルヴァン改革派、ユニテリアンの四つを国家が保護する状態も揺るがなかった。
正教会は保護こそ受けなかったものの、その存在は公認されていた。トランシルヴァニア公バートリ・ガーボル（在位: 1608年 - 1613年）は、正教の聖職者に対するあらゆる封建的義務を免除し、彼らの移動の自由を守った。バートリ・ガーボルを継いだベトレン・ガーボルは1614年にバートリの法を再確認するとともに、自らは熱心なカルヴァン派でありながらイエズス会がトランシルヴァニアに復帰するのを認め、またヨーロッパ各地で迫害されていた約200人のアナバプテスト・フッター派が公国内に住むことを許した。またベトレン・ガーボルはユダヤ人に対しても、彼らに対するダビデの星の着用強制などの規制を緩和した。
トルダの勅令は、多宗教国家である隣国ポーランド・リトアニア共和国に大きな影響を与えた。 1573年1月28日、セイムは信教の自由を掲げたワルシャワ連盟協約を成立させた。 